# Département de Burruyacú
Le département de Burruyacú est une des 17 subdivisions de la province de Tucumán, en Argentine. Son chef-lieu est la ville de Burruyacú.
Le département a une superficie de 3 605 km2. Sa population était de 32 936 habitants, selon le recensement de 2001 (source : INDEC).

## Localités du département de Burruyacú

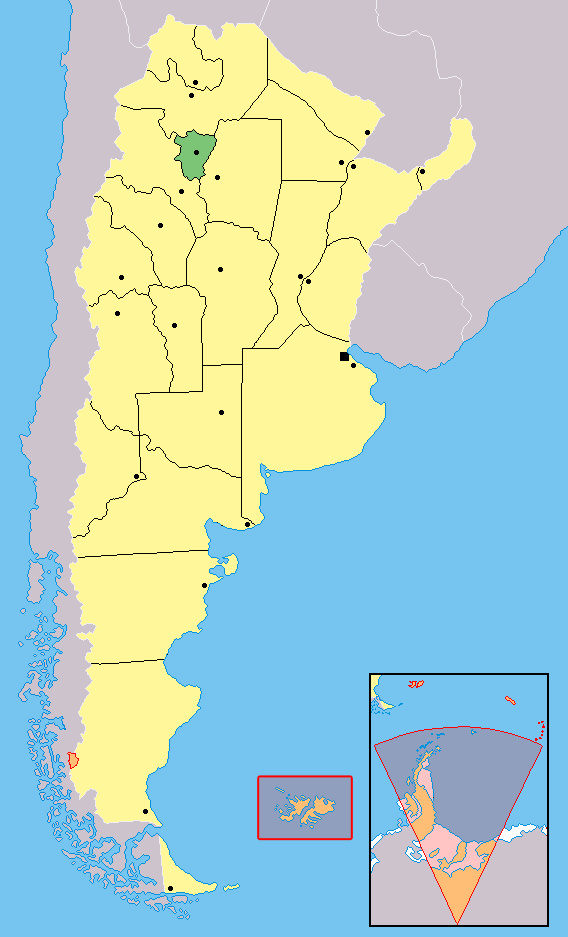
Localisation de la province de Tucumán en Argentine

- Benjamín Aráoz y El Tajamar
- Burruyacú
- El Chañar
- El Naranjo y El Sunchal
- El Puestito
- El Timbó
- Garmendia
- La Ramada y La Cruz
- Piedrabuena
- Tala Pozo
- Villa Padre Monti
- 7 de abril